# ناينتولوغي U9X1 (موبايل)
ناينتولوغي U9X1 (بالإنجليزية: Ninetology U9X1)‏ هو هاتف ذكي يعمل بنظام أندرويد، تم طرحه في الأسواق في 2013.

## الخصائص
- نظام التشغيل: أندرويد
- الكاميرا الأمامية: 2 ميجابكسل
- الكاميرا الخلفية: 13 ميجابكسل
- الشاشة: شاشة لمس
- الوزن: 160 غرام
- المعالج: 1.2 جيجا هرتز
- الذاكرة: 1 جيجابايت رام
- التخزين: 16 جيجابايت